# فرودگاه کالمار
فرودگاه کالمار (به انگلیسی: Kalmar Airport) یک فرودگاه همگانی مسافربری با کد یاتا KLR است که یک باند فرود آسفالت دارد و طول باند آن ۶۶۴ متر است. این فرودگاه در شهر کالمار کشور سوئد قرار دارد، در مالکیت شهرداری کالمار است و در ارتفاع ۵ متری از سطح دریا واقع شده.

## شرکت‌های هواپیمایی و مقصدهای پروازی
| شرکت‌های هواپیمایی                              | مقصدهای پروازی                                  |
| ---------------------------------------------- | ----------------------------------------------- |
| BRA Braathens Regional Airlines                | استکهلم-بروما                                   |
| جت تایم                                        | چارتر فصلی: گرن کناریا                          |
| هواپیمایی اسکاندیناوی                          | استکهلم-آرلاندا چارتر فصلی: گرن کناریا          |
| هواپیمایی اسکاندیناوی اجرا توسط براتنس رجیونال | استکهلم-آرلاندا                                 |
| اسکنجت                                         | فصلی: رییکا، کاتانیا-فونتاناروسا                |
| سان اکسپرس                                     | چارتر فصلی: آنتالیا                             |
| Thomas Cook Airlines Scandinavia               | چارتر فصلی: کانکون، کینتانا رو، پالما د مایورکا |